# Canton de Macouba
Le canton de Macouba est une ancienne division administrative française située dans le département et la région de la Martinique.

## Géographie
Ce canton était organisé autour de la commune de Macouba dans l'arrondissement de La Trinité.

## Histoire
À la suite des élections territoriales de décembre 2015 concernant la collectivité territoriale unique de Martinique, le conseil régional et le conseil général sont remplacés par l'assemblée de Martinique. De fait, les cantons disparaissent.

## Administration
| Période                                                 | Période           | Identité             | Étiquette    | Qualité                                                         |
| ------------------------------------------------------- | ----------------- | -------------------- | ------------ | --------------------------------------------------------------- |
| 1955                                                    | 1967              | Lambert Sainte-Croix | UNR          | Maire de Macouba (1947-1965)                                    |
| 1967                                                    | 1979              | Victor Lamon         | PCM          | Employé de commerce, secrétaire général de la CGT martiniquaise |
| 1979                                                    | 1985              | Sévère Cerland       | PCM          | Maire de Macouba (1965-1990)                                    |
| 1985                                                    | 1992              | André Forestal       | RPR          | Comptable Maire de Grand'Rivière (1965-1990)                    |
| 1992                                                    | 1998              | Sainte-Rose Cakin    | RPR          | Maire de Macouba depuis 1990                                    |
| 1998                                                    | 1999 (annulation) | Ernest Dehauteur     | DVD          | Maire de Grand'Rivière (1994-2001)                              |
| 1999                                                    | 2011              | Sainte-Rose Cakin    | RPR puis UMP | Maire de Macouba depuis 1990                                    |
| 2011                                                    | décembre 2015     | Joachim Bouquety     | RDM          | Enseignant Maire de Grand'Rivière depuis 2001                   |
| Les données antérieures ne sont pas encore mentionnées. |                   |                      |              |                                                                 |

### Conseillers généraux de l'ancien canton de Grand'Rivière
| Période                                                 | Période | Identité       | Étiquette             | Qualité                                      |
| ------------------------------------------------------- | ------- | -------------- | --------------------- | -------------------------------------------- |
| 1955                                                    | 1985    | André Forestal | UNR puis UDR puis RPR | Comptable Maire de Grand'Rivière (1965-1990) |
| Les données antérieures ne sont pas encore mentionnées. |         |                |                       |                                              |

## Composition
Le canton de Macouba regroupait deux communes :
- Grand'Rivière,
- Macouba,

et comptait 1 650 habitants (population municipale) au 1er janvier 2012,.

## Démographie
| 1961 | 1967  | 1974  | 1982  | 1990  | 1999  | 2006  | 2009  | 2012  |
| ---- | ----- | ----- | ----- | ----- | ----- | ----- | ----- | ----- |
| -    | 3 843 | 3 182 | 2 854 | 2 452 | 2 272 | 2 138 | 1 917 | 1 650 |